# Borislav Futekov
Borislav Futekov (bulharsky Борислав Футеков; 25. srpna 1921 Sofie – 30. srpna 1995) byl bulharský fotbalový záložník.

## Fotbalová kariéra
Hrál v Bulharsku za AS-23 Sofia, Čavdar Sofia, v letech 1946–1947 studoval v Československu a hrál v československé lize za SK Kladno. Po návratu ze studia hrál v Bulharsku za CSKA Sofia. Za reprezentaci Bulharska v letech 1941–1948 nastoupil ve 12 utkáních a dal 3 góly. Mistr Bulharska 1948 s CSKA Sofia a vítěz Poháru 1941 s AS-21. V bulharské lize nastoupil ve 100 utkáních a dal 31 golů.

## Ligová bilance
| Ročník              | Zápasy | Góly | Klub      |
| ------------------- | ------ | ---- | --------- |
| Státní liga 1946/47 | –      | 0    | SK Kladno |
| CELKEM 1. ČS. LIGA  | –      | 0    |           |